# Faut pas rêver
Faut pas rêver est une émission de découverte et d'évasion française créée le 23 février 1990, diffusée sur FR3 puis France 3 et présentée par Philippe Gougler depuis 2014 en alternance avec Carolina De Salvo depuis 2017. Il propose aux téléspectateurs de voyager en France et dans le monde.

## Historique
Cette émission a été créée le 23 février 1990 par Georges Pernoud, déjà auteur de l'émission Thalassa sur France 3, sur une idée de Bruno Delarue et Philippe Vilamitjana. Elle était initialement présentée par Valérie Maurice et Marc Bessou chaque vendredi et chaque mercredi puis par Sylvain Augier, diffusée ensuite chaque mercredi puis chaque mardi et chaque vendredi en deuxième partie de soirée juste après Thalassa. Trois reportages invitant au voyage et au dépaysement étaient ensuite commentés par un invité en plateau.
À la suite du départ de Sylvain Augier, Laurent Bignolas lui succède en septembre 1999.
En septembre 2004, l'émission est reformatée pour devenir un magazine trimestriel thématique présenté depuis un pays ou une région du monde par Laurent Bignolas avec une série de six à huit reportages venant illustrer le thème abordé ou les pays traversés. Ce reformatage s'est beaucoup inspiré de l'émission de Nicolas Hulot, Ushuaïa Nature, sur le plan de la mise en image et de la présentation, mais est davantage axé sur la découverte que sur la protection de la nature.
En septembre 2009, Laurent Bignolas abandonne la présentation de l'émission et Patricia Loison le remplace. Le montage de l'émission se fait plus soutenu et la présentation des sujets privilégie désormais la rencontre avec la population. Cette nouvelle mouture bénéficie de certaines critiques positives dans la presse écrite,,.
En janvier 2011, Patricia Loison abandonne la présentation de l'émission pour se consacrer au Soir 3 : Tania Young, présentatrice de la météo sur France 2, lui succède. À partir de la rentrée 2011, 10 numéros sont présentés par Tania Young un vendredi par mois — et non l'été comme auparavant — en alternance avec Thalassa.
En mai 2014, après plus de deux ans de présentation, Tania Young annonce vouloir arrêter d'animer l'émission. Elle dit avoir vécu de bons moments, mais aussi que les tournages étaient parfois épuisants et les retours de plus en plus fatigants. C'est Philippe Gougler qui lui succède à la rentrée de septembre 2014. À la rentrée 2015, l'émission devient bimestrielle avec environ 6 émissions annuelles. À la rentrée 2016, l'émission est diffusée le dernier mercredi du mois en alternance avec Des racines et des ailes.
À la rentrée 2017, France 3 accroît le nombre de numéros annuels de l'émission. Carolina De Salvo rejoint alors Philippe Gougler à la présentation, ce dernier ne pouvant assurer tous les numéros en parallèle avec Des trains pas comme les autres sur France 5. L’émission est désormais diffusée le lundi à 20 h 55 en alternance avec Thalassa et Le Monde de Jamy.

## Liste des émissions

### 1990-1999: Sylvain Augier
L'émission est présentée par Sylvain Augier pendant neuf ans de 1990 à 1999. Elle est diffusée le vendredi soir en deuxième partie de soirée.

### 1999-2009: Laurent Bignolas
L'émission est présentée par Laurent Bignolas pendant dix ans de 1999 à 2009. Elle est diffusée le vendredi soir en deuxième partie de soirée de 1999 à 2001, le samedi soir en deuxième partie de soirée de 2001 à 2003, et le lundi soir en première partie de soirée de 2003 à 2008. Elle est diffusée le vendredi soir lors de l'été 2008 et le dimanche puis mardi soir lors de l'été 2009. Violaine Vanoyeke a été l'invitée de l'émission consacrée à l'Égypte.

### 2009-2011: Patricia Loison
L'émission est présentée par Patricia Loison le vendredi soir en première partie de soirée lors des étés 2010 et 2011.

### 2011-2014: Tania Young
L'émission est présentée par Tania Young le vendredi soir en première partie de soirée de 2011 à 2014.

### 2014-2017: Philippe Gougler
L'émission est présentée par Philippe Gougler le vendredi soir en première partie de soirée de 2014 à 2016 et le mercredi soir en première partie de soirée depuis 2016.

### Depuis 2017: Philippe Gougler et Carolina De Salvo en alternance
L'émission est présentée en alternance par Philippe Gougler ou Carolina De Salvo, avec depuis 2019 des émissions faisant la part belle aux régions de France.

## Identité visuelle

### Logos

Logo de l'émission avant septembre 2009
Logo de l'émission de septembre 2009 à septembre 2016
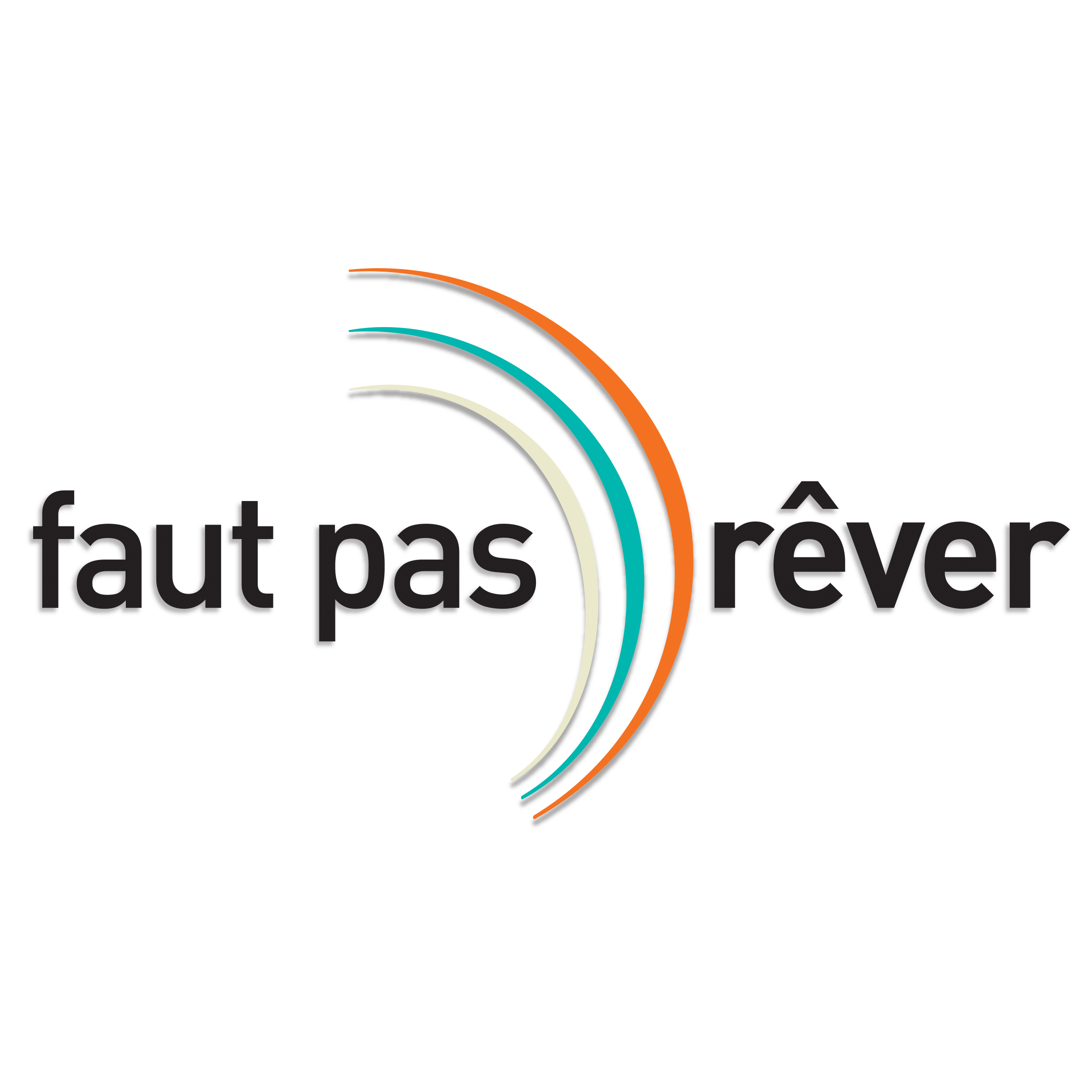
Logo actuel  de l'émission depuis septembre 2016

### Générique
La musique du premier générique de l'émission est un extrait de la chanson Pyramid de David Sanborn, sortie à l'origine en 1988 sur son album Close-Up. Depuis 2010, la musique du générique est d'Yves Ottino.